# JMP (logiciel)
Pour les articles homonymes, voir JMP.
JMP (prononcé « jump ») est un programme informatique de statistiques mis au point par la division JMP de l'Institut SAS. Créé dans les années 1980 en exploitant les avancées graphiques du Macintosh, il a ensuite été amélioré et est maintenant disponible sur d’autres systèmes d’exploitation.
JMP est utilisé dans des applications telles que le contrôle de qualité, l’ingénierie, la chimie, la conception de plans d'expériences et la recherche scientifique. Depuis quelques années, il inclut aussi des outils pour le data mining, le text mining et la recherche en marketing.
Le logiciel se compose de quatre produits différents: JMP, JMP Pro, JMP Clinical et JMP Live. Un langage de script existe également. Le logiciel est axé sur l'analyse visuelle, où les utilisateurs étudient et explorent les données. Ces explorations peuvent également être vérifiées par des tests d'hypothèse, du data mining ou d'autres méthodes analytiques. En outre, les découvertes faites par l'exploration graphique peuvent conduire à un plan d'expérience qui peut être à la fois conçu et analysé avec JMP.

## Historique
JMP a été mis au point dans les années 1980 par John Sall (en) et une équipe de développeurs pour tirer profit de l’interface utilisateur graphique introduite en 1984 par l’Apple Macintosh. L’acronyme signifie initialement  « John’s Macintosh Project ».
Sa première version fut mise sur le marché en octobre 1989. Elle était utilisée principalement par les scientifiques et les ingénieurs pour les plans d’expériences (DOE), le soutien de la qualité et de la productivité (Six Sigma) et la modélisation de fiabilité. Des fabricants de semi-conducteurs figuraient également parmi les premiers utilisateurs de JMP.
Le graphisme interactif ainsi que d’autres fonctions ont été ajoutés en 1991, avec la version 2.0. Bien qu’elle ait été encore livrée sur disquette, la version 2 avait le double des dimensions de la version initiale. Elle nécessitait 2 mégaoctets de mémoire et était accompagnée de 700 pages de documentation. Le support pour Microsoft Windows a été ajouté en 1994,. JMP a été réécrit lors de  la version 3 en 1999. La version 4, mise sur le marché en 2002 a, quant à elle, permis d’importer des données depuis un plus large éventail de sources de données et comportait un support pour surfaces de réponse,. Cette version 4 a aussi permis de bénéficier de la prévision de séries chronologiques et de nouveaux modèles de lissage, tels que la méthode de lissage saisonnier, appelée la méthode de Winter et l’ARIMA (Autoregressive Integrated Moving Average).
En 2005, des outils d’extraction de données tels qu’un arbre de décision et un réseau de neurones ont été ajoutés à la version 5 ainsi que le support Linux, qui a ensuite été retiré à compter de JMP 9. JMP 6 a été introduit lors de la même année,. JMP a commencé à s’intégrer avec SAS lors de la version 7.0 en 2007 et a continué lors des versions suivantes. Le logiciel a été conçu de manière que les utilisateurs puissent y écrire du code SAS, se raccorder aux serveurs SAS, et extraire et utiliser des données provenant de SAS. Le support pour les graphiques en bulles a été ajouté lors de la version 7,. Cette version a également bénéficié du support pour les graphiques en bullets, d’une amélioration du diagnostic et de la visualisation des données.
La version JMP 8 a été mise sur le marché en 2009. Elle comportait de nouvelles fonctions glisser-déposer et une version à 64 bits permettant de tirer profit des progrès du système d’exploitation Mac. Elle avait également une nouvelle interface utilisateur pour la construction de graphiques, des outils pour des expériences de choix et le support de distribution de la survie. Selon Scientific Computing, le logiciel bénéficiait d'améliorations liées « au graphisme, à l’AQ, à la facilité d’usage, à l’intégration SAS ainsi qu’à la gestion des données ». La version JMP 9 en 2010 avait une nouvelle interface pour l’utilisation du langage de programmation R de JMP et un module d’extension pour Excel,. L’écran principal a été reconstruit et des améliorations ont été apportées aux simulations et au graphisme en plus d’une nouvelle plateforme de Dégradation. JMP 10 a été lancé en mars 2012. Cette version a apporté des améliorations en matière d’extraction de données, d’analyse prédictive et d’élaboration automatisée de modèles,.
JMP a lancé en 2020 sa version 15 incluant une nouvelle plateforme pour la modélisation d'équations structurelles (SEM). En mars 2021 JMP a lancé la version 16 de son logiciel, qui a amélioré la plateforme et ajouté des fonctions permettant de comparer visuellement déterminer le meilleur modèle à utiliser pour les données analysées.

## Logiciel
JMP se compose de JMP, JMP Pro, JMP Clinical et JMP Live, ainsi que de l’application Graph Builder pour iPad. JMP Clinical comprend des logiciels JMP et SAS.
Les logiciels JMP portent sur l’analyse exploratoire des données et la visualisation. Ils sont conçus de manière à permettre aux utilisateurs de rechercher des données pour apprendre quelque chose d’inattendu, par opposition à la confirmation d’une hypothèse,,. JMP lie les données statistiques aux graphiques qui les représentent, de sorte que les utilisateurs peuvent explorer en avant et arrière des données et leurs différentes représentations visuelles,,. Ses applications principales sont la conception d’expériences et l’analyse de données statistiques tirées de procédés industriels.
JMP est une application de bureau avec une interface utilisateur guidée par sur un assistant, tandis que SAS peut être installé sur des serveurs. Il est exécuté en mémoire plutôt que d’être stocké sur disque. Selon un article de revue publié dans Pharmaceutical Statistics, JMP est souvent utilisé comme interface graphique pour un système SAS, qui effectue l’analyse statistique et la mise en tableaux. JMP Clinical, utilisé pour l’analyse des données d’essais cliniques, peut utiliser le code SAS à l’intérieur du langage de script JSL et convertir le code SAS en JMP.
JMP est également le nom de la division de SAS Institute qui développe JMP. En 2011, JMP comptait 180 employés et 250 000 utilisateurs.

## Langage de script JMP (JSL)
Le langage de script JMP (JSL) est un langage interprété permettant de recréer les résultats analytiques et d’automatiser ou d’étendre la fonctionnalité des logiciels JMP. JSL a été mis sur le marché en version JMP 4 pour la première fois en l’an 2000. JSL possède une structure de type Java structurée comme une série d’expressions. Les tableaux de données, les éléments d’affichage et les analyses sont représentés par des objets en JSL qui sont manipulés avec des messages nommés. Les utilisateurs peuvent écrire des scripts JSL pour effectuer des analyses et des visualisations qui ne sont pas disponibles dans l’interface pointer-cliquer ou pour automatiser une série de commandes, telles que les rapports hebdomadaires. Le code SAS et R peut également être exécuté à l’aide de JSL, à la condition que R ou SAS soient installés sur la même machine.

## Applications notables
En 2007, une organisation de surveillance de la vie sauvage, WildTrack, a commencé à utiliser JMP avec le système Footprint Identification Technology (FIT) afin d’identifier des espèces individuelles d’animaux en voie de disparition par leurs empreintes de pas. En 2009, le Jardin botanique de Chicago a utilisé JMP pour analyser les données d’ADN tirées de l’arbre à pain tropical. Les chercheurs en ont conclu que ce fruit féculent sans graines a été créé par l’hybridation délibérée de deux fruits, celui de l’arbre à pain et du dugdug. Le laboratoire Herzenberg de Stanford a intégré JMP avec le système Fluorescence Activated Cell Sorter (FACS). Le système FACS est utilisé pour étudier le VIH, le cancer, les cellules souches et l’océanographie,.

## Quelques ouvrages traitant de JMP
- Goupy, J. & L. Creighton (2006). Introduction aux plans d'expériences. Paris, Dunod
- Hoerl, R. D. & R. W. Snee (2012). Statistical Thinking: Improving Business Performance, John Wiley & Sons
- Ronald K. Klimberg et Bruce D. McCullough, Fundamentals of predictive analytics with JMP, Cary, NC, SAS Institute, 2016, 406 p. (ISBN 978-1-62960-801-3, 1-62960-801-7 et 978-1-61290-425-2, lire en ligne)
- Olsen, C. (2011). Teaching Elementary Statistics with JMP. Cary, NC, SAS Press
- Walter R. Paczkowski, Market Data Analysis Using JMP, Cary, NC, SAS Institute, 2016